# Sincara cambyses
Sincara cambyses är en fjärilsart som beskrevs av Druce 1883. Sincara cambyses ingår i släktet Sincara och familjen glasvingar. Inga underarter finns listade i Catalogue of Life.